# Десять тысяч рублей (Беларусь)
Де́сять ты́сяч рубле́й (бел. Дзесяць тысяч рублёў) — номинал банкноты, использовавшейся в Беларуси с 2001 по 2017 год.

## История
10 000-рублёвая банкнота в Беларуси была введена в обращение 16 апреля 2001 года. Выведена из обращения 1 декабря 2017 года.

## Характеристика

### Лицевая сторона
На лицевой стороне размещена панорама Витебска (Кировский мост через реку Западная Двина) с подписью «ВІЦЕБСК. ПАНАРАМА ГОРАДА». Слева и справа от изображения помещены графические знаки защиты. В верхней части поля банкноты проходит орнаментальная полоса, в которой помещена надпись «БІЛЕТ НАЦЫЯНАЛЬНАГА БАНКА РЭСПУБЛІКІ БЕЛАРУСЬ», а снизу прилегает защитный микротекст из повторяющейся аббревиатуры «НБРБ», в правой верхней части банкноты на фоне орнаментальной полосы помещена большая аббревиатура «НБРБ». Номинал обозначен цифрами в левой части банкноты, внутри виньетки справа сверху относительно центрального изображения, и словами «ДЗЕСЯЦЬ ТЫСЯЧ РУБЛЁЎ» под изображением музея. В нижней части проходит узорная кайма, к которой сверху прилегает микротекст из повторяющихся чисел «10 000», в правом нижнем углу банкноты внутри виньетки помещено обозначение года «2000».

### Оборотная сторона
На оборотной стороне изображён Летний амфитеатр в Витебске с подписью «ЛЕТНІ АМФІТЭАТР У ВІЦЕБСКУ». По бокам от этого изображения размещены графические защитные элементы. Расположение защитных микротекстов на этой стороне такое же, как и на лицевой стороне. В верхней части номинал указан словами «ДЗЕСЯЦЬ ТЫСЯЧ РУБЛЁЎ», под центральным изображением размещено крупное число «10 000», обозначающее номинал. Серия и номер банкноты размещены вверху справа и внизу слева поля банкноты. В левом верхнем углу надпись: «ПАДРОБКА БІЛЕТАЎ НАЦЫЯНАЛЬНАГА БАНКА РЭСПУБЛІКІ БЕЛАРУСЬ ПРАСЛЕДУЕЦЦА ПА ЗАКОНУ».

### Серии
Банкнота выпускалась в 23-х сериях: АБ, АВ, АГ, ПС, ПТ, ПХ, ПЧ, РА, РБ, РВ, РГ, РД, РЗ, ТА, ТБ, ТВ, ТГ, ТЕ, ТЗ, ЧА, ЧБ, ЧВ, ЧД.

## Памятные банкноты
| Серия     | Дата выпуска   | Тираж     | Описание банкноты         | Описание банкноты                                                                        | Изображение     | Изображение       |
| Серия     | Дата выпуска   | Тираж     | Лицевая сторона           | Оборотная сторона                                                                        | Лицевая сторона | Оборотная сторона |
| --------- | -------------- | --------- | ------------------------- | ---------------------------------------------------------------------------------------- | --------------- | ----------------- |
| Миллениум | 1 октября 2001 | 2500 экз. | Витебск. Панорама города. | Летний амфитеатр, специальный серийным номер и слово «MILENNIUM» на поле водяного знака. |                 |                   |